# 奧拉伊寧

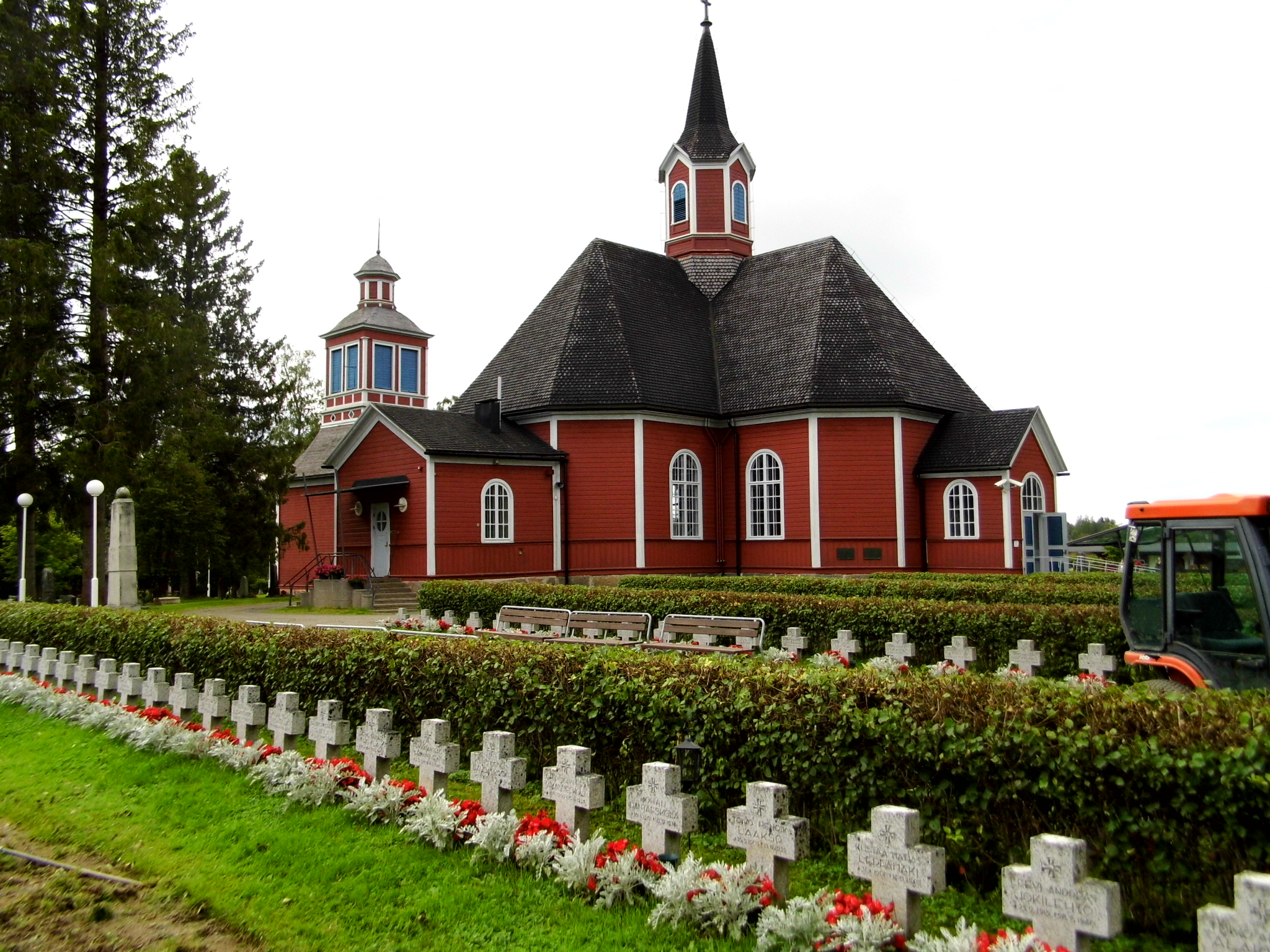
奧拉伊寧教堂

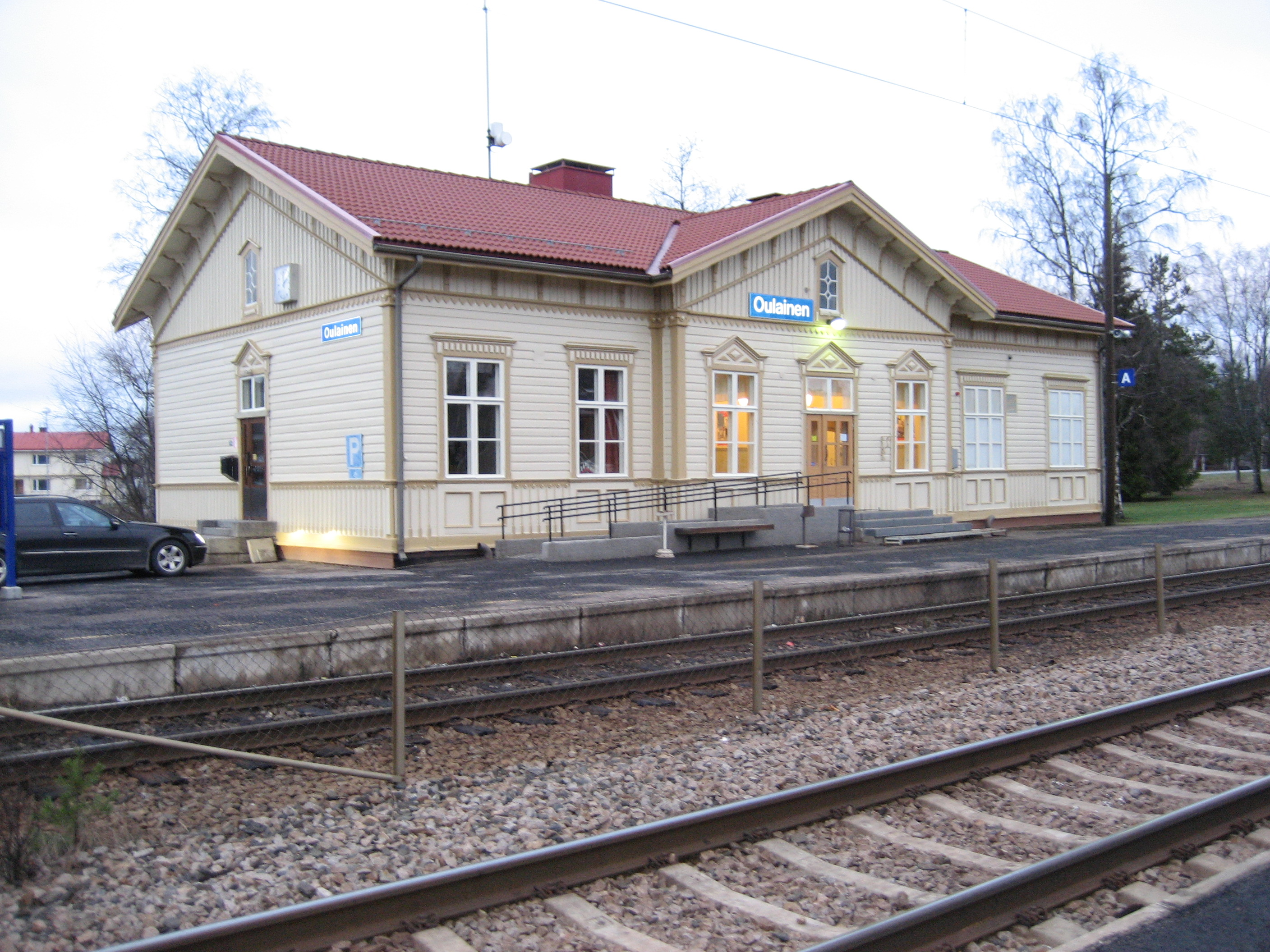
奧拉伊寧火车站

奧拉伊寧（芬蘭語：Oulainen）是芬蘭北博滕區的城市，位於該國中部，始建於1865年，面積597.53平方公里，2017年人口7,429，其中約99%居民的母語是芬蘭語。

## 外部連結
- 奧拉伊寧市官方网站 （页面存档备份，存于） （文） （英文） （俄文）
- Oulainen Music Weeks （页面存档备份，存于）